# Teletipo

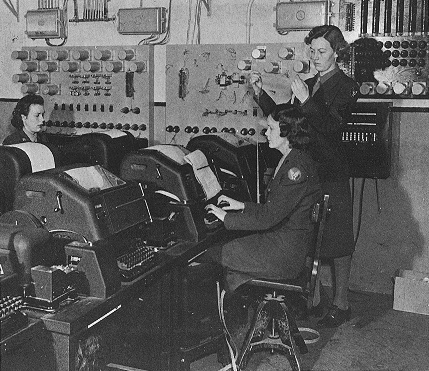
Teletipos en la 2ª Guerra Mundial.

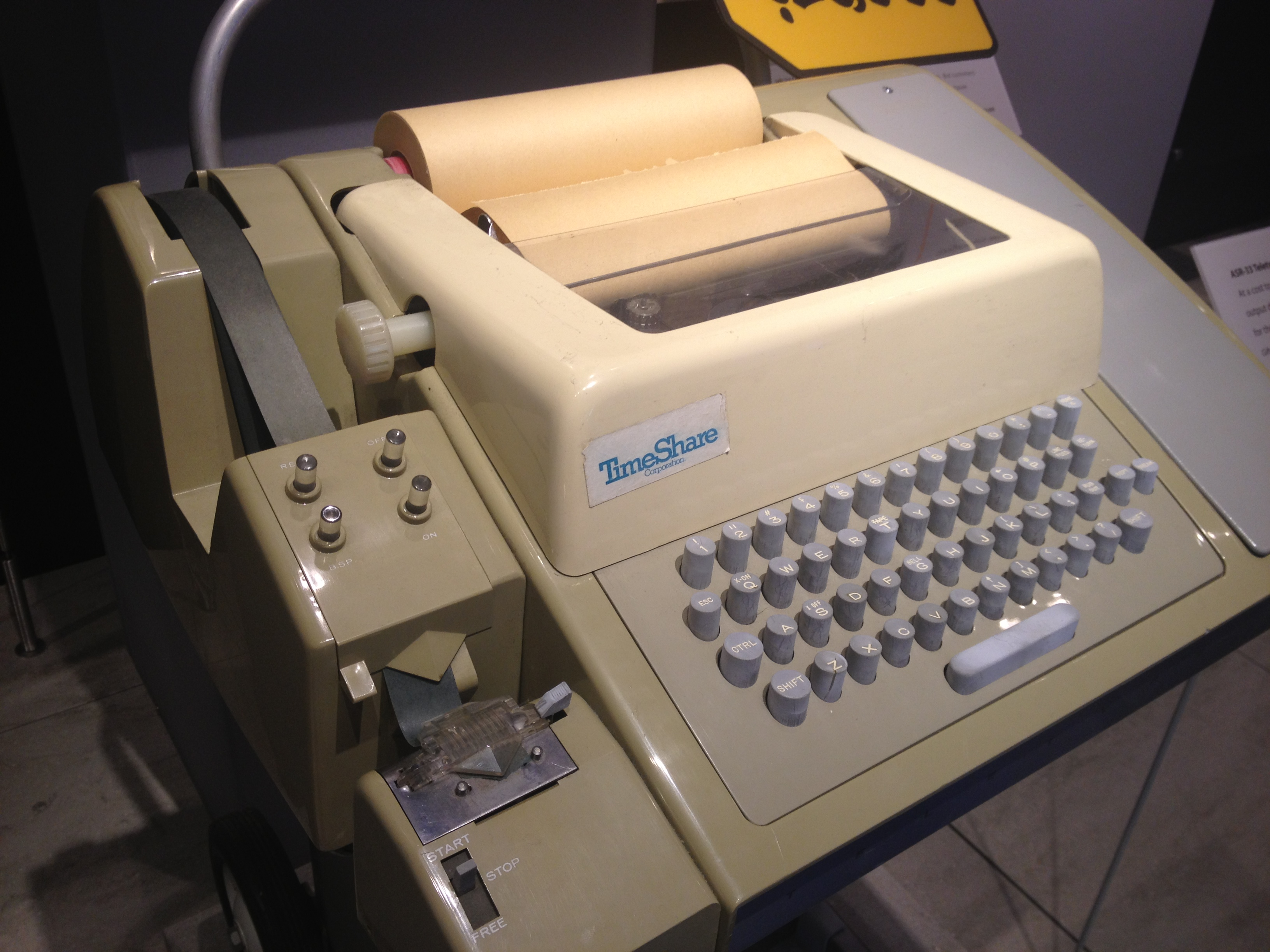
Un Teletype Model 33

Un teletipo (del francés Télétype™), TTY (acrónimo de la forma inglesa teletype) o télex (del inglés telex) es un dispositivo telegráfico de transmisión de datos, ya obsoleto, utilizado durante el siglo XX para enviar y recibir mensajes mecanografiados punto a punto a través de un canal de comunicación simple, a menudo un par de cables de telégrafo.
Las formas más modernas del equipo se fabricaron con componentes electrónicos, utilizando un monitor o pantalla en lugar de una impresora. El sistema todavía se utiliza para personas sordas o con serias discapacidades auditivas, con el fin de poner por escrito comunicaciones telefónicas.
El teletipo implicó una serie de invenciones tecnológicas desarrolladas, entre otros, por Royal Earl House, David E. Hughes, Charles Krum, Émile Baudot y Frederick G. Creed. Uno de los predecesores del teletipo fue utilizado en el ámbito de la información financiera desde la década de 1870 como forma de imprimir texto transmitido por cable. Se utilizaba una máquina de escribir especialmente diseñada para enviar información de bolsa por telégrafo a las impresoras.

## Desarrollo

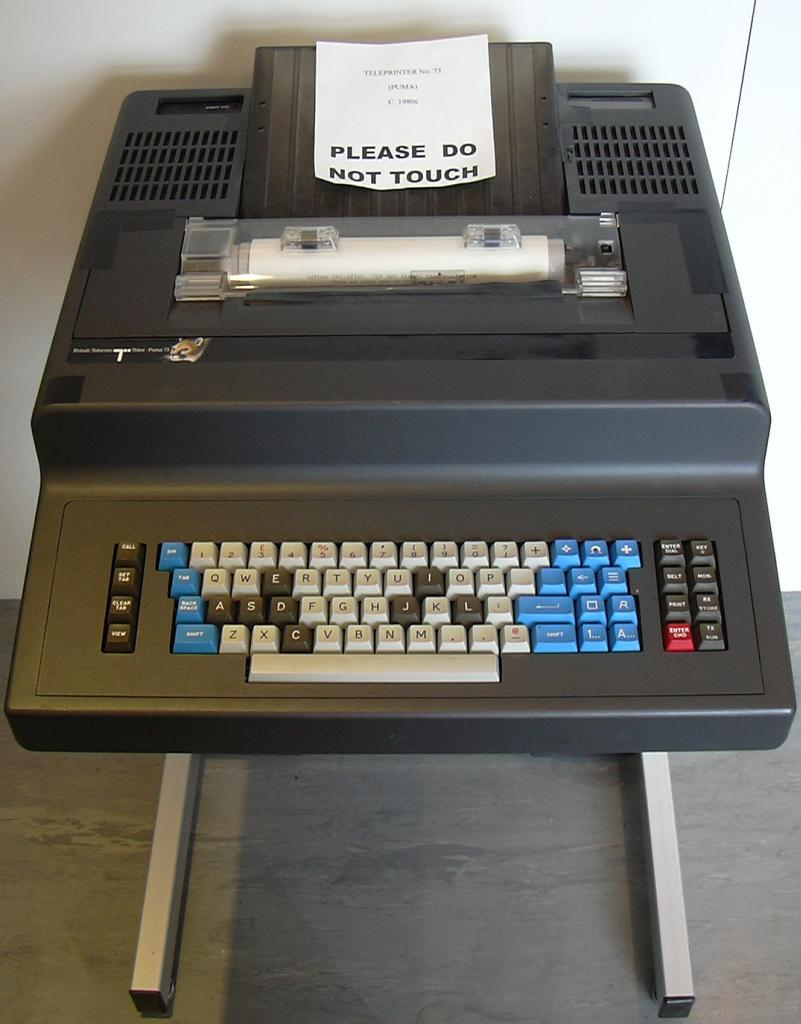
Un modelo tardío de Puma, una máquina de teletipo de los años 1980 de la empresa British Telecom.

El télex o teletipo comenzó en Alemania como un programa de investigación y desarrollo en 1926 que se convirtió en un servicio operativo de teletipo en 1933. El servicio era operado por el Reichspost (servicio postal del Reich).
Tenía una velocidad de 50 baudios, aproximadamente 66 palabras por minuto.
El servicio de télex se expandió por toda Europa y (particularmente después de 1945) alrededor de todo el mundo.
Para 1978, Alemania Occidental, incluyendo Berlín Occidental, tenía 123 298 conexiones de télex. Mucho antes de que la telefonía automática estuviera disponible, la mayoría de los países, incluso en África y en Asia, tenían al menos algunos enlaces de télex de alta frecuencia (onda corta). A menudo, los servicios gubernamentales de correos y telégrafos (PTT) iniciaron estos enlaces de radio. El estándar de radio más común, CCITT R.44 tenía retransmisión corregida por error multiplexión por división de tiempo de los canales de radio. La mayoría de los PTT empobrecidos operaban sus canales de télex-radio (TOR) sin parar, para obtener el máximo valor de ellos.
El costo de los equipos TOR ha continuado cayendo. Aunque el sistema inicialmente requirió equipo especializado, a partir de 2016 muchos operadores radioaficionados operan TOR (también conocido como RTTY o radioteletipoo) con software especial y hardware económico para conectar tarjetas de sonido para radios de onda corta.

## Operación del teletipo

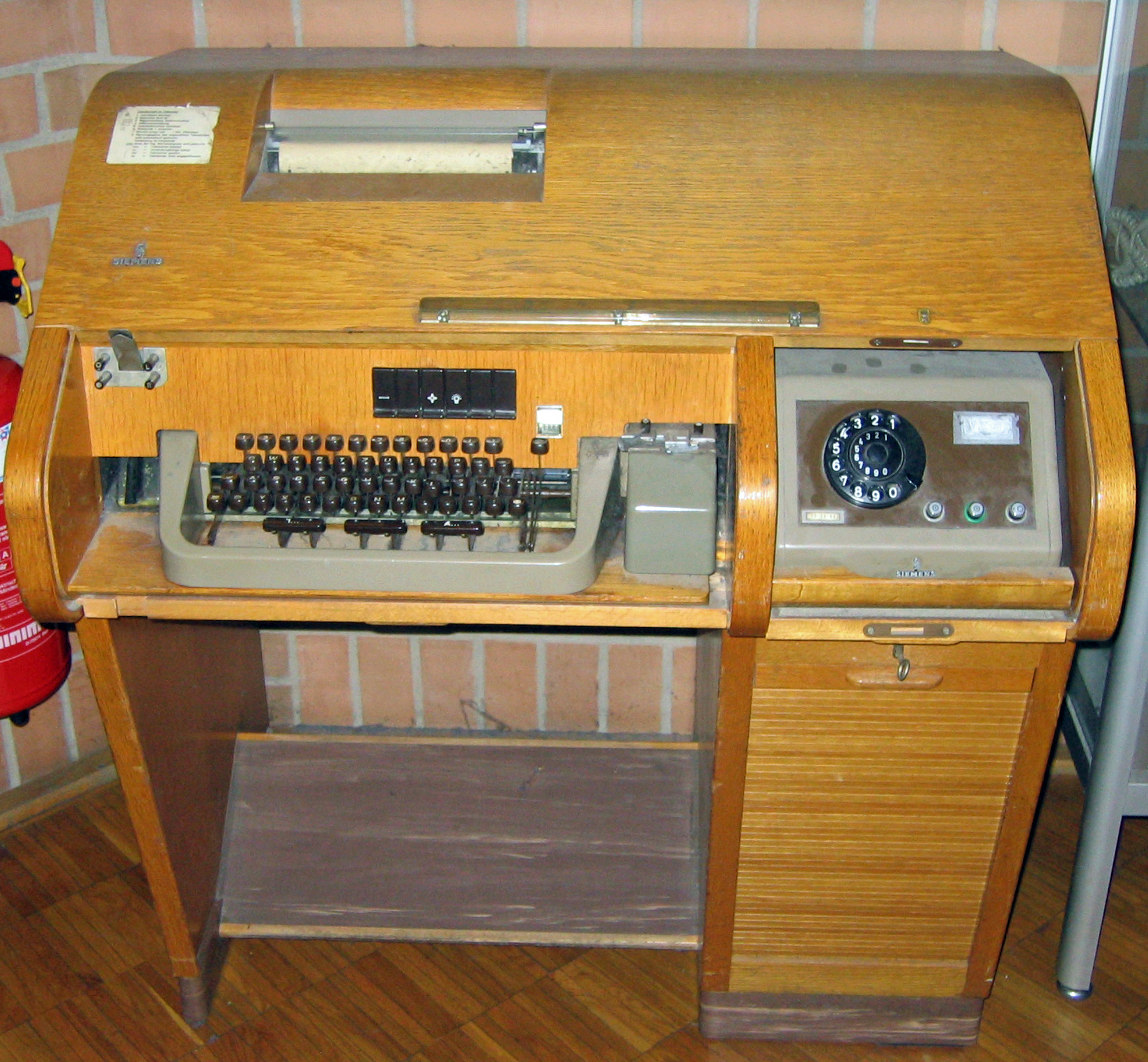
Un teletipo Siemens T100

La mayoría de los teletipos usaban un código de 5 bits, también conocido como código Baudot o ITA2, que limitaba el conjunto de caracteres posibles a 32. Debían utilizarse teclas especiales para introducir números y caracteres especiales. Existieron versiones con códigos de transmisión para aplicaciones específicas, tales como los informes meteorológicos. El código Baudot utilizaba un sistema asíncrono con bit de arranque y parada, íntimamente ligado al diseño electromecánico de los equipos. Los primeros modelos utilizaron sistemas sincrónicos, pero resultaba muy difícil sincronizar las partes mecánicas. Se experimentó el uso de otros códigos, por ejemplo el Fieldata y el Flexowriter, pero ninguno de ellos se popularizó como el Baudot. Para los estándares de calidad modernos, la calidad de impresión era pobre.
Mark (Marca) y Space (Espacio) son términos que describen niveles lógicos en un circuito de teletipo. El modo nativo de comunicación consistía en un simple circuito en serie de corriente continua que se interrumpe en forma similar a como un disco o dial de teléfono interrumpía la señal telefónica. La condición mark se daba con el circuito cerrado, y la space con el circuito abierto. El comienzo de un carácter se indica por un space. Los bits de parada son mark. Cuando se interrumpe la línea, el ciclo del teletipo continúa pero no imprime, porque recibe únicamente ceros, el carácter ASCII (o Baudot) NULL.